# Помона-Парк (Флорида)
Помона-Парк (англ. Pomona Park) — муниципалитет, расположенный в округе Путнэм (штат Флорида, США) с населением в 789 человек по статистическим данным переписи 2000 года.

## География
По данным Бюро переписи населения США муниципалитет Помона-Парк имеет общую площадь в 8,55 квадратных километров, из которых 7,51 кв. километров занимает земля и 1,04 кв. километров — вода. Площадь водных ресурсов округа составляет 12,16 % от всей его площади.
Муниципалитет Помона-Парк расположен на высоте 13 м над уровнем моря.

## Демография
По данным переписи населения 2000 года в Помона-Парк проживало 789 человек, 204 семьи, насчитывалось 349 домашних хозяйств и 433 жилых дома. Средняя плотность населения составляла около 92,28 человек на один квадратный километр. Расовый состав населённого пункта распределился следующим образом: 86,19 % белых, 10,90 % — чёрных или афроамериканцев, 0,51 % — коренных американцев, 0,63 % — представителей смешанных рас, 1,77 % — других народностей. Испаноговорящие составили 3,93 % от всех жителей.
Из 349 домашних хозяйств в 22,3 % воспитывали детей в возрасте до 18 лет, 45,8 % представляли собой совместно проживающие супружеские пары, в 7,7 % семей женщины проживали без мужей, 41,5 % не имели семей. 36,4 % от общего числа семей на момент переписи жили самостоятельно, при этом 18,6 % составили одинокие пожилые люди в возрасте 65 лет и старше. Средний размер домашнего хозяйства составил 2,19 человек, а средний размер семьи — 2,81 человек.
Население муниципалитета по возрастному диапазону по данным переписи 2000 года распределилось следующим образом: 20,0 % — жители младше 18 лет, 6,7 % — между 18 и 24 годами, 23,7 % — от 25 до 44 лет, 23,6 % — от 45 до 64 лет и 26,0 % — в возрасте 65 лет и старше. Средний возраст жителей составил 44 года. На каждые 100 женщин в Помона-Парк приходилось 97,7 мужчин, при этом на каждые сто женщин 18 лет и старше приходилось 96,0 мужчин также старше 18 лет.
Средний доход на одно домашнее хозяйство составил 25 536 долларов США, а средний доход на одну семью — 32 750 долларов. При этом мужчины имели средний доход в 25 568 долларов США в год против 15 469 долларов среднегодового дохода у женщин. Доход на душу населения составил 25 536 долларов в год. 16,1 % от всего числа семей в населённом пункте и 25,5 % от всей численности населения находилось на момент переписи населения за чертой бедности, при этом 32,3 % из них были моложе 18 лет и 19,7 % — в возрасте 65 лет и старше.